# ابراهیموو
ابراهیموو (انگلیسی: Ibragimovo) یک شهرک در شهرستان گافوریسکی استان باشقیرستان کشور روسیه است.